# Босагинский сельский округ
Босагинский сельский округ (каз. Босаға ауылдық округі) — сельский округ в составе Шетского района Карагандинской области Казахстана. Административный центр — село Босага.

## Население
Население — 975 человек (2009 год; 1233 в 1999 году, 1907 в 1989).

Прежнее название села Босага — Босагинский.
| Населённый пункт | Население, чел. (1989) | Население, чел. (1999) | Население, чел. (2009) |
| ---------------- | ---------------------- | ---------------------- | ---------------------- |
| Бестамак, село   | 169                    | 226                    | - 147                  |
| Босага, село     | 1342                   | 685                    | 975                    |
| Жылыбулак, село  | 255                    | 158                    | -                      |
| Жуманбулак, село | 141                    | 164                    | -                      |

В материалах переписи 2009 года население сёл Бестамак, Жылыбулак и Жуманбулак было учтено в составе села Босага.

### Зимовки
- с. Босага
  1. зимовка Мангел
  2. зимовка Карашокы
- с. Жуманбулак
  1. зимовка Аксоран
  2. зимовка Аркалык
  3. зимовка Ашы
  4. зимовка Бориктал
  5. зимовка Каракудук
  6. зимовка Кашкынбай
  7. зимовка Узынбулак
  8. зимовка Шалтас
  9. зимовка Талап
- с. Жылыбулак
  1. зимовка Баба
  2. зимовка Бошан
  3. зимовка Кособа
  4. зимовка Караша
  5. зимовка Карашилык
  6. зимовка Кызылагаш
  7. зимовка Жалгызтал
  8. зимовка Сарыозен
  9. зимовка Тулкили
  10. зимовка Токен
  11. зимовка Жалгызтал
- с. Бестамак
  1. зимовка Айыртау
  2. зимовка Али
  3. зимовка Бастау
  4. зимовка Ешкиолмес
  5. зимовка Касымбек
  6. зимовка Омар
  7. зимовка Туматай
  8. зимовка Ушбулак
  9. зимовка Караунгир[4]

## Акимы
1. Абдрашит
2. Казыбек